# Велика синагога (Будапешт)
Велика синагога (угор. Nagy Zsinagóga) або Синагога на вулиці Догань (угор. Dohány utcai zsinagóga) — синагога, розташована на вулиці Догань в центрі Будапешта, Угорщина. Найбільша синагога в Європі (вміщає 3000 осіб). Центр неологічного юдаїзму.

## Історія

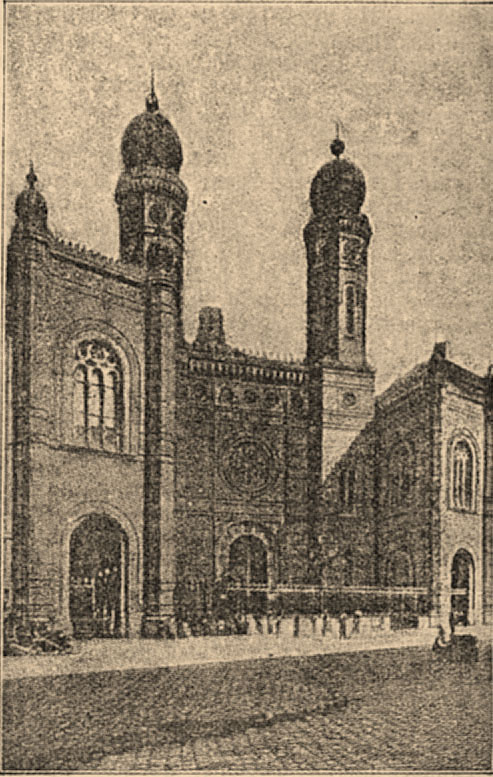
Фотографія з «Єврейської енциклопедії Брокгауза і Єфрона»

Синагога була побудована на житловій площі в 1854—1859 роках єврейською громадою Пешта за проєктами архітектора Людвіга Фьорстера. Монументальна синагога має 2964 сидячі місця (1492 для чоловіків та 1472 в жіночих галереях). Це робить споруду найбільшою синагогою в Європі та однією з найбільших синагог у світі, що досі працюють. Освячення синагоги відбулося 6 вересня 1859 року.
3 лютого 1939 року угорська пронацистська партія «Стрілохрест» бомбардувала синагогу. Під час нацистської окупації Угорщини (1944—1945) будівлю синагоги використовували як базу для німецького радіо та як стайню. Під час Другої світової війни синагога зазнала значних пошкоджень, особливо під час облоги Будапешта. У часи Угорської Народної Республіки пошкоджена синагога знову стала місцем молитов значно меншої єврейської громади. 1991 року почалася реставрація синагоги, фінансована державою ($5 млн) та приватними пожертвами (американські євреї Есте Лаудер та Тоні Кертіс пожертвували разом $20 млн). Її завершили 1998 року.

## Архітектура

### Екстер'єр

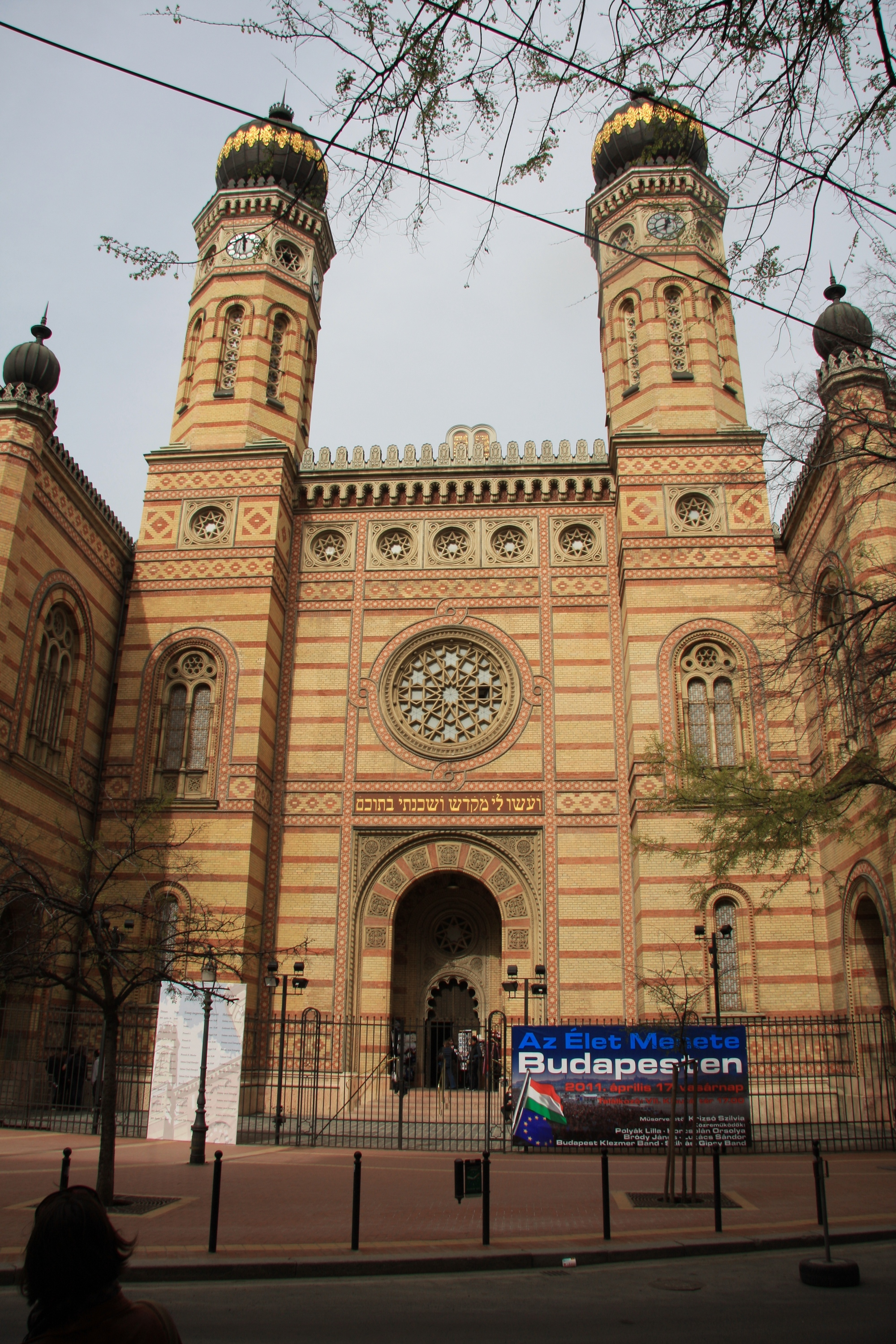
Головний вхід у синагогу та її вежі

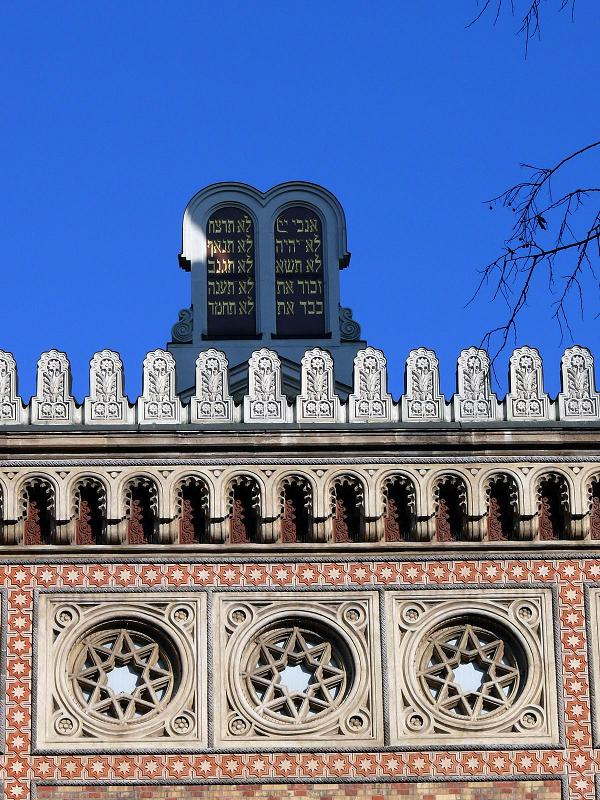
Деталь орнаменту синагоги

Будівля має довжину 75 м та ширину 27 метрів. Синагога побудована в мавританському стилі, проте дизайн також включає певні елементи візантійського, романського та готичного стилів. На двох восьмикутних вежах висотою 43 м поставлено цибулини. Над головним входом розміщено вітраж із рожевим склом.
Подібною до Великої синагоги є Центральна синагога на Мангеттені в Нью-Йорку.

### Інтер'єр
Ковчег Арон га-Кодеш та кольорові фрески з витонченими геометричними формами — робота відомого угорського архітектора Фрідєша Фесла. Чавун з одним прольотом підтримує неф шириною 12 м. Сидіння на першому поверсі призначені для чоловіків, а у верхній галереї, яку підтримують сталеві орнаментовані стовпи, є місця для жінок. Велика синагога в Будапешті — єдина синагога, що має власне кладовище та орган.
Ференц Ліст та Каміль Сен-Санс грали на органі з п'ятьма тисячами труб, виготовленому в 1859 році. 1996 року німецька компанія «Jehmlich Orgelbau Dresden GmbH» виготовила новий механічний орган із 63 голосами та чотирма мануалами. 2002 року в синагозі відбувся грандіозний концерт органіста Ксавера Варнуша, на якому зібралося 7200 людей.

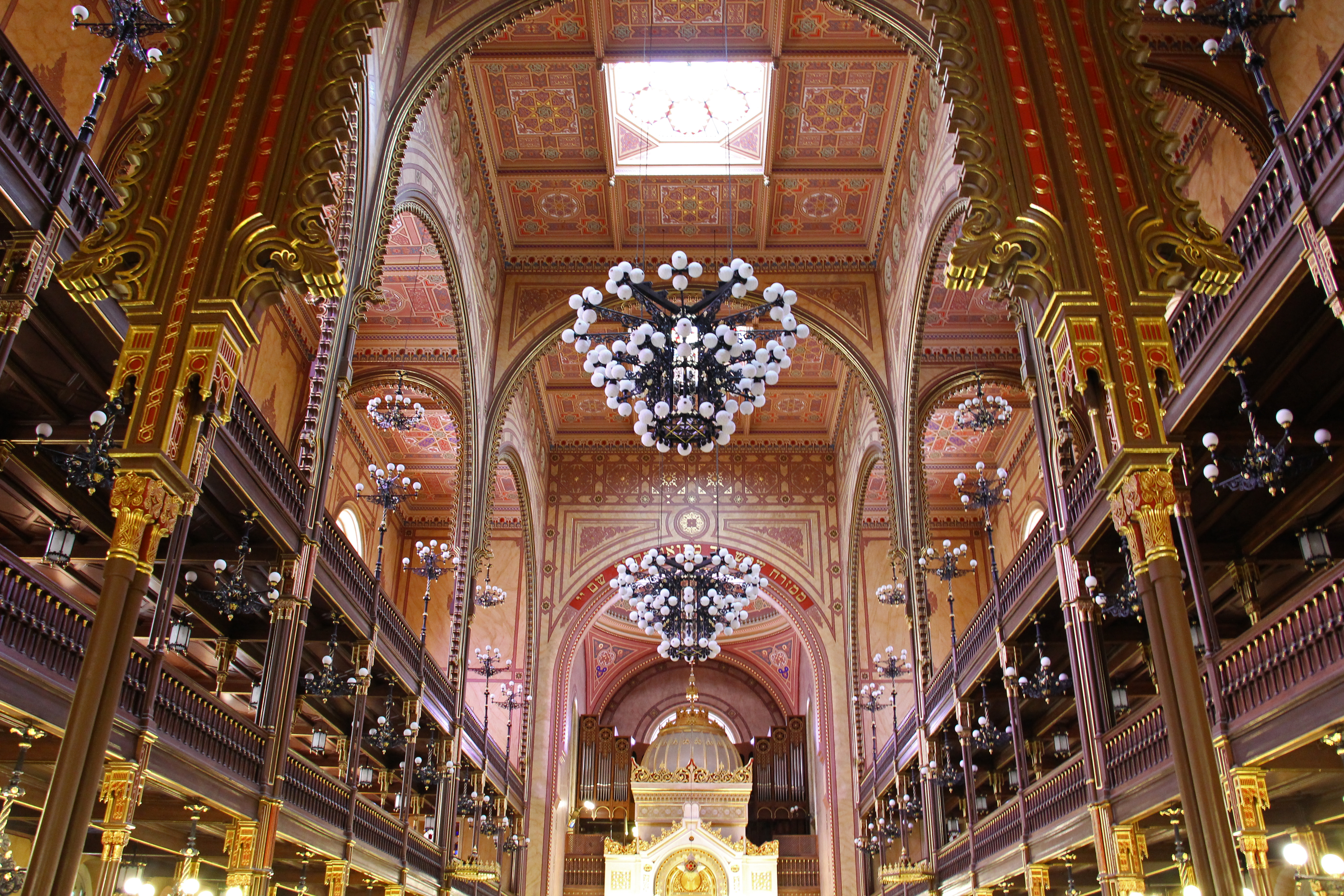
Інтер'єр синагоги
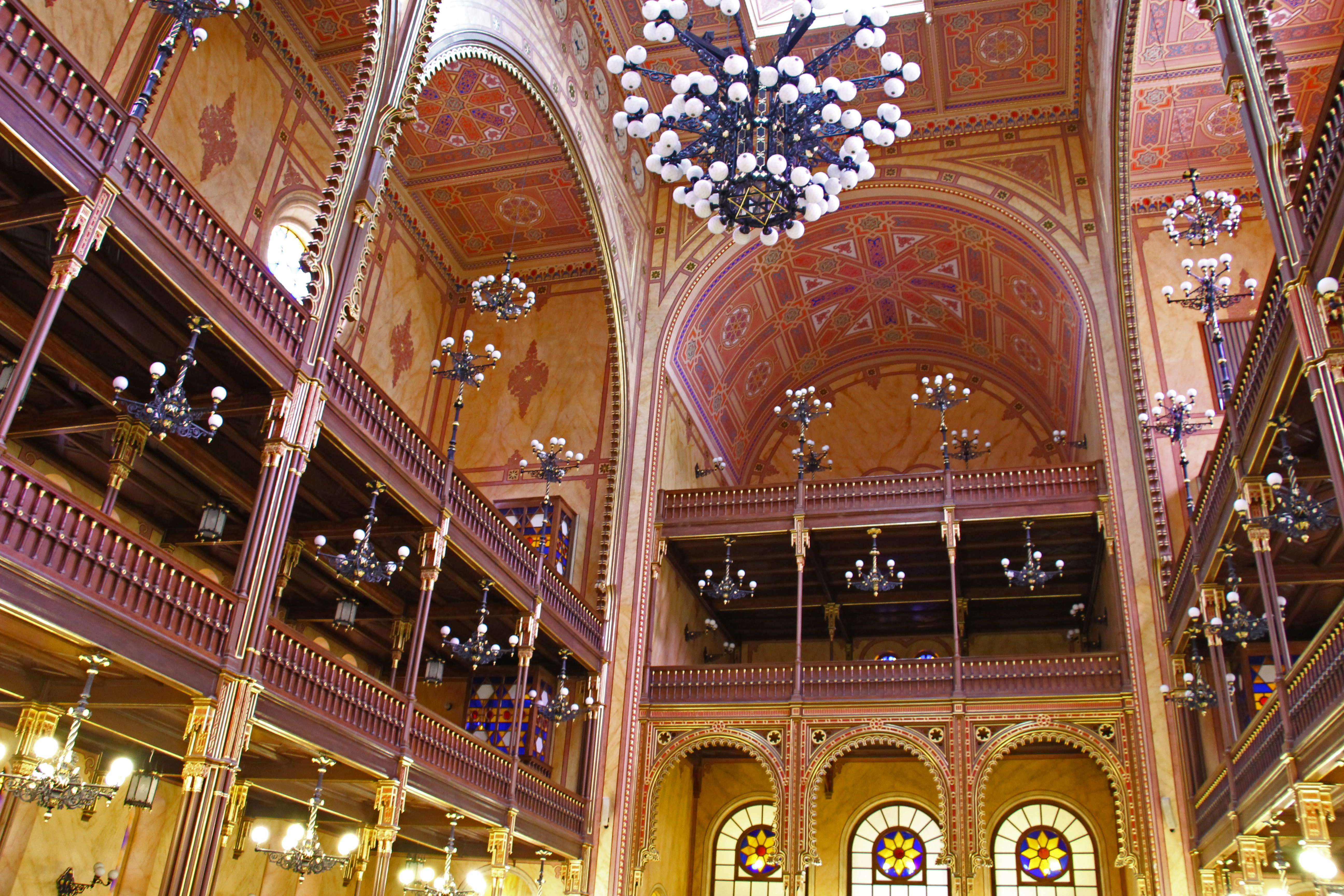
Верхні галереї - місця для жінок
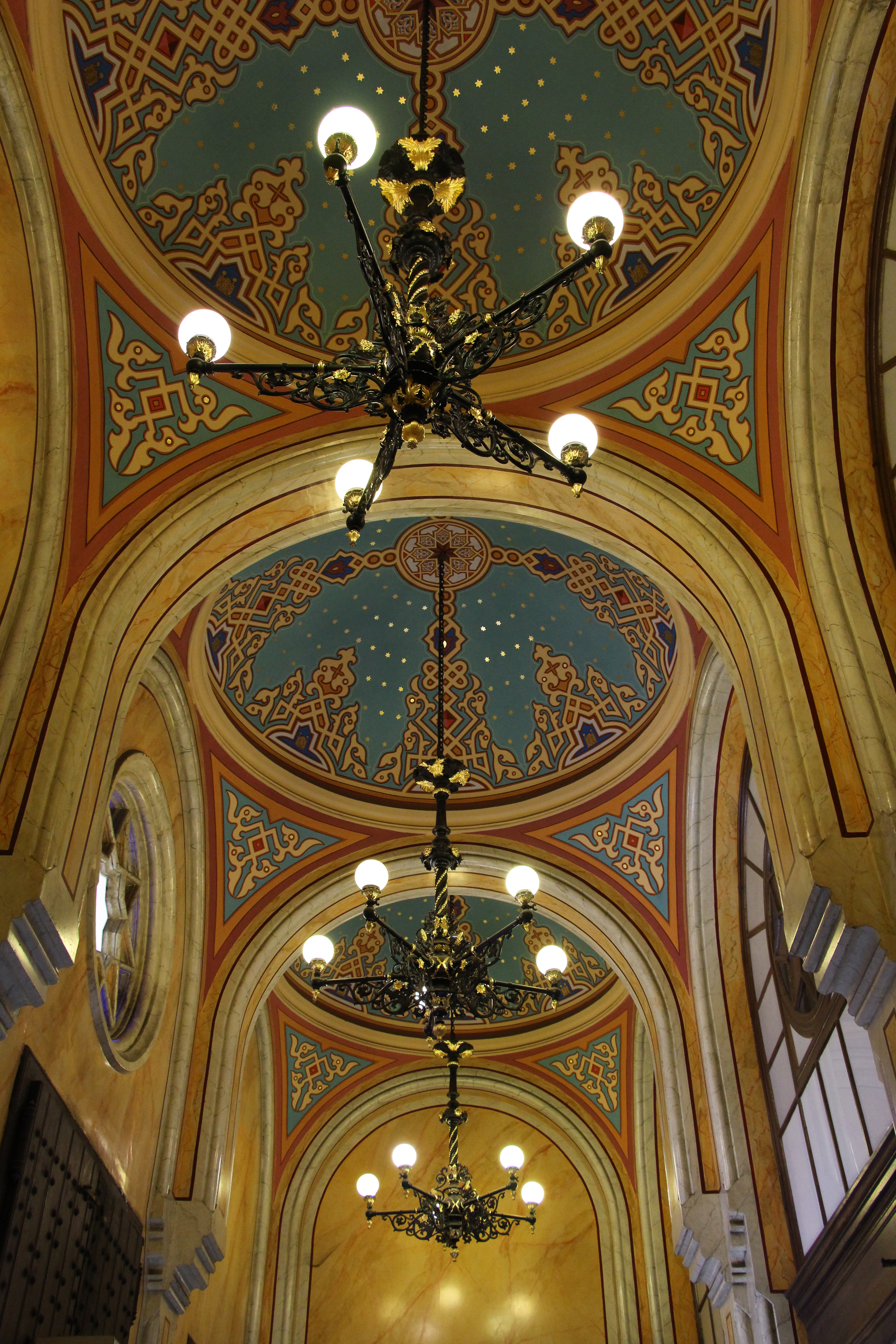
Розписи на стелі

## Комплекс синагоги
До комплексу синагоги належать сама Велика синагога, Храм Героїв, кладовище, Меморіал та Єврейський музей, збудований на місці народження Теодора Герцля. Вулиця Догань, де розміщена синагога, має багато відсилань до подій Голокосту, оскільки на ній проходила межа Будапештського гетто.

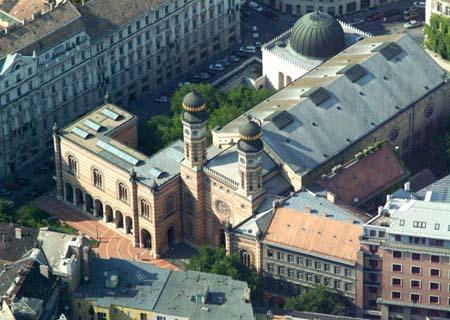
Синагога та її комплекс
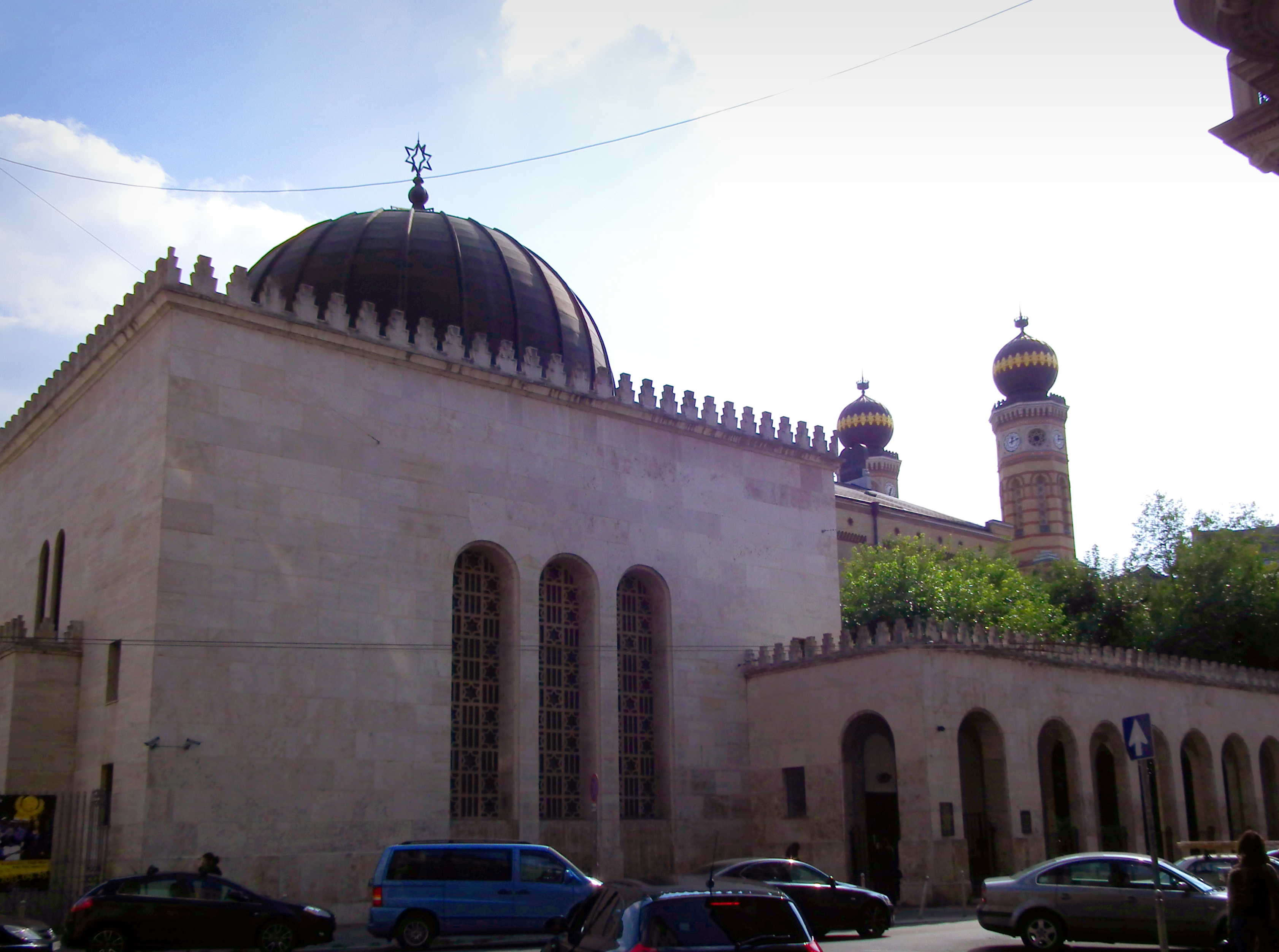
Храм Героїв
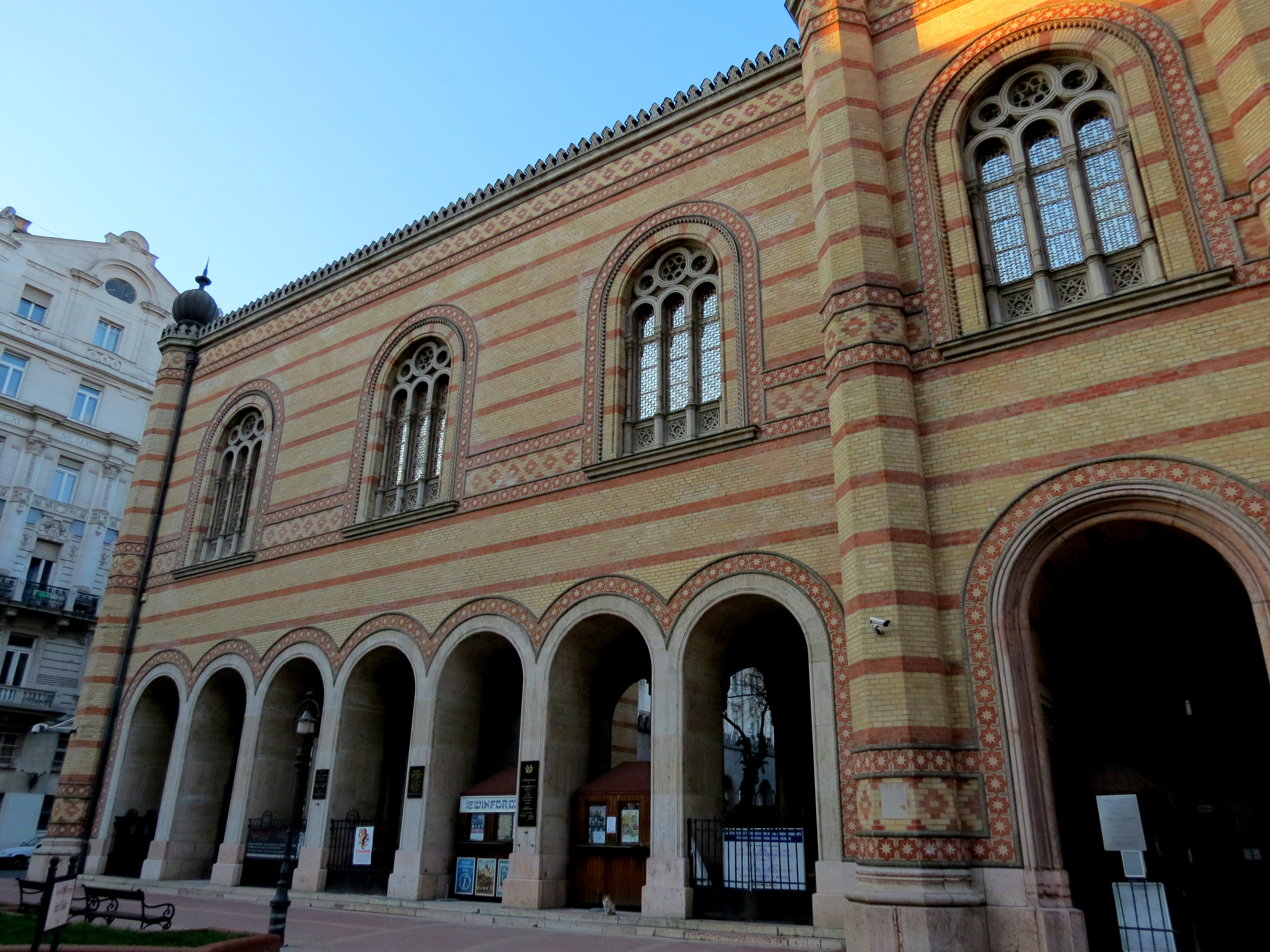
Угорський єврейський музей
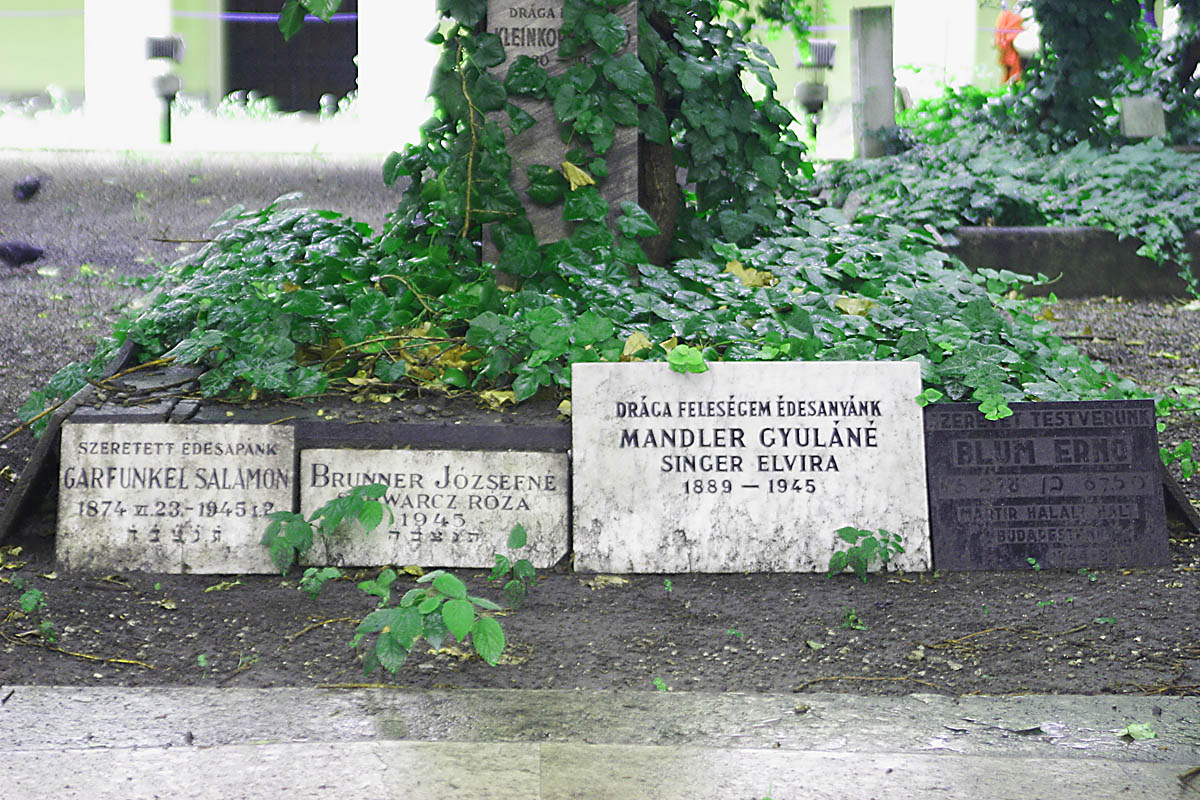
Єврейське кладовище
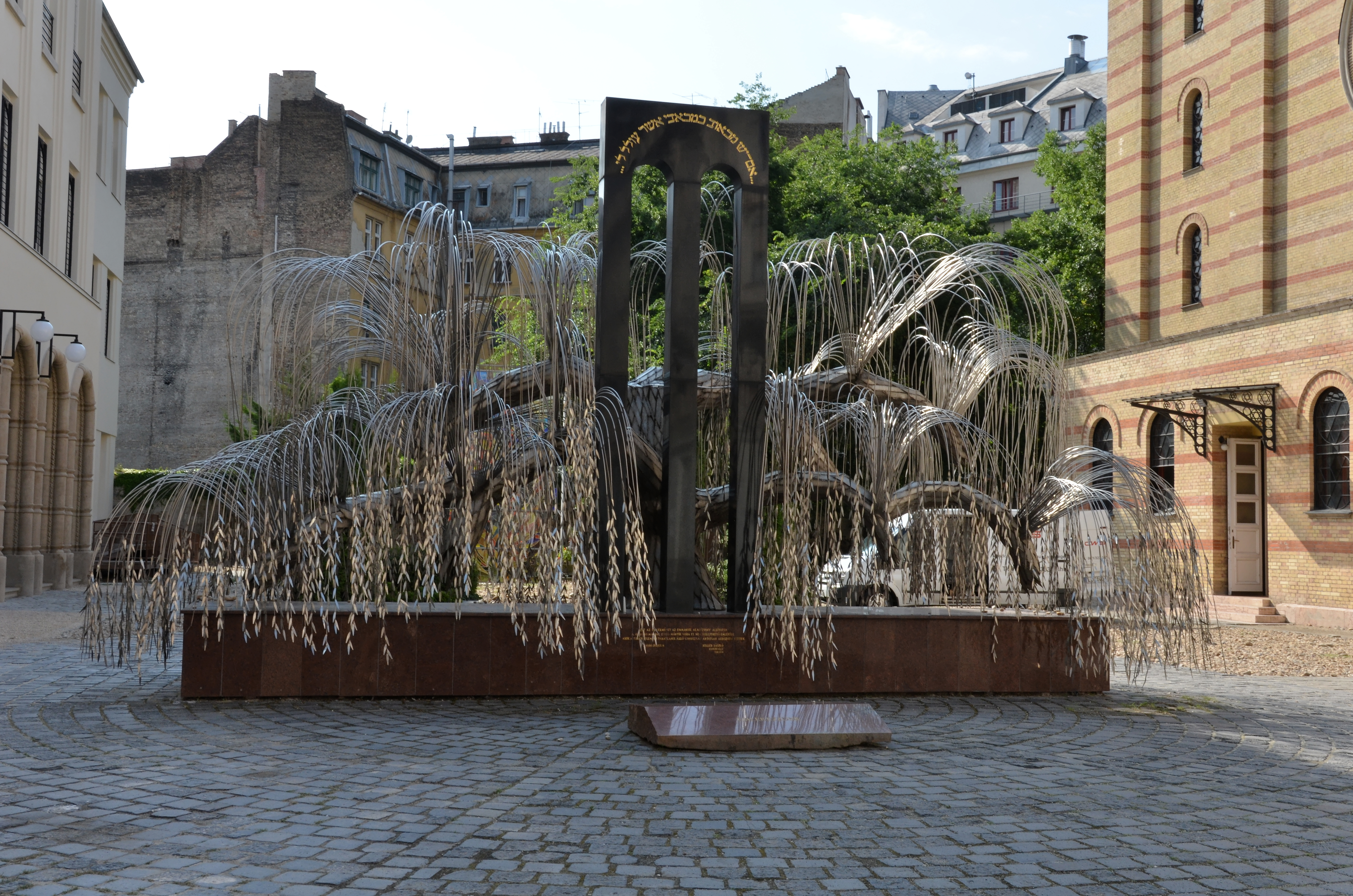
Меморіальний парк Голокосту імені Рауля Валленберга